# Ryszard Zub
Ryszard Zub (n. 24 martie 1934, Holohorî, Raionul Zolociv, Regiunea Liov, Ucraina – d. 11 ianuarie 2015, Padova, Italia) a fost un scrimer polonez, medaliat olimpic. A participat la 3 ediții ale Jocurilor Olimpice (1956, 1960, 1964) în care a câștigat două medalii de argint și o medalie de bronz.